# Landsforbundet for Kvinders Valgret
Landsforbundet for Kvinders Valgret (LKV) var en dansk forening som arbejdede for kvinders valgret fra 1907 til 1915.
LKV blev stiftet i 1907 som en samlende paraplyorganisation for en række andre foreninger som arbejdede for at få indført valgret til kvinder. Blandt de stiftende foreninger var Danske Kvindeforeningers Valgretsudvalg (dannet i 1898) og Valgretsforbundet (dannet i 1904). LKV fik 160 lokalforeninger med ca. 12.000 medlemmer. Fra 1908 udgav LKV bladet Kvindevalgret.
Den drivende kraft bag Landsforbundet for Kvinders Valgret var Elna Munch som blev næstformand og formand for forretningsudvalget. Blandt hovedinitiativtagerne var også Johanne Rambusch som var LKV's formand i hele foreningens levetid, Julie Arenholt som redigerede Kvindevalgret fra 1908 til 1912, og Marie Hjelmer som var hovedbestyrelsens sekretær i hele foreningen levetid.
Kvinder fik valgret til kommunalvalg i Danmark i 1908 og til Rigsdagen i 1915. LKV arrangerede sammen med Dansk Kvindesamfund og antal andre kvindeorganisationer et kvindeoptog med 10-12.000 kvinder, Kvindetoget, gennem København på grundlovsdag 1915 for at fejre valgretten. Herefter blev foreningen opløst da den havde nået sit mål.